# 摩爾 (澳大利亞國會選區)
摩爾選區（英語：Division of Moore）是澳大利亞西澳大利亞州的下議院選區，位於州府珀斯以西北，以州檢察長喬治·弗萊徹·摩爾命名。面積133平方公里。
選區始於1949年，1974年前是澳大利亞國家黨，此後是自由黨佔優的選區。2013年以來當區的議員是無黨籍的伊恩・古德納夫，接替於1998年起擔任議員的麥肯·沃什。